# ミーシャ/ホロコーストと白い狼
『ミーシャ/ホロコーストと白い狼』（原題：Survivre avec les loups）は、2007年公開のフランス映画。戦火の中、一人のユダヤ人少女が両親を捜し求めてベルギーからウクライナまで3000マイルもの旅を続ける姿を描く。

## キャスト
- ミーシャ：マチルド・ゴファール
- ゲルーシャ（ミーシャの母・ロシア人）：ヤエル・アブカシス
- ロイヴン（ミーシャの父・ユダヤ系ドイツ人）：ベンノ・フュルマン
- エルネスト（農場主）：ギイ・ブドス

## ストーリー
1942年、ナチス占領下のベルギー。8歳の少女ミーシャは、両親とブリュッセルに隠れ住んでいた。ある日、彼女が学校に行っている間に両親がドイツ軍に連行されてしまう。一時ベルギー人の一家に匿われるが、やがて警察の手が伸びる。両親が東へ向かったと聞いたミーシャは、一人で旅に出ることを決意する。仲良くしてもらっていた農場主からもらったコンパスだけを頼りに東へ向かうのだった。ドイツにたどり着き、疲れと空腹で動けなくなるが、一匹の白い狼「ママ・リタ」に救われる。イノシシやウサギをかじり飢えをしのぎながら、必死に歩き続けるのだった。

## 備考
- 原作はベルギーの作家ミーシャ・デフォンスカの自伝『少女ミーシャの旅』。後にフィクションであったことが判明した。
- 主演のマチルドは本作が映画初出演である。